# Félix Davin
Pour les articles homonymes, voir Davin.
Félix Davin, né le 24 avril 1807 à Saint-Quentin (Aisne) où il est mort le 3 août 1836, est un romancier, poète et journaliste français.

## Sa vie et son œuvre
Il fait ses études dans un pensionnat de Paris, puis au collège de Saint-Quentin, et compose dès son adolescence des poèmes élégiaques. Il se fait connaître par une pièce sur le siège de Saint-Quentin en 1577. Présentée au concours de l'Académie de la ville, elle remporte le premier prix, tandis que le poème de son ami d'enfance, le futur historien Henri Martin, obtient une mention honorable. Les deux amis écrivent alors ensemble Wolfthurm, ou la Tour du loup, un roman tourmenté dans le goût de l'époque.
Afin de s'éloigner de son milieu familial, qu'il juge trop mercantile, il s'établit peu après à Paris, où il entre comme rédacteur au Figaro, devenu tout récemment quotidien, aux côtés de Léon Gozlan, Auguste Jal, Jules Janin, Alphonse Karr, Nestor Roqueplan, George Sand, Jules Sandeau. Il collabore également à plusieurs revues, telles que le Journal des Demoiselles et le Musée des familles, et fonde par ailleurs à Saint-Quentin le journal Le Guetteur. Après avoir obtenu « un beau succès de chair de poule » avec un roman espagnol intitulé Le Crapaud, il publie à partir de 1833 une série de cinq romans dans un genre qu'il nomme « roman intime », fait d'observations sur les mœurs provinciales.  En 1834 et 1835, il signe pour Honoré de Balzac, dont il est un grand admirateur, la préface des Études philosophiques et des Études de mœurs. Ses deux dernières publications sont Une fille naturelle, un roman historique à la manière de Walter Scott, et Mystères et fantaisies, un recueil de poésies. Atteint par la tuberculose, il meurt à l'âge de 29 ans, un an seulement après s'être marié, dans sa ville natale où il avait voulu revenir. Une rue y porte aujourd'hui son nom.
Son petit-fils, Félix Fournery (1865-1938), est un peintre et illustrateur de mode reconnu de son vivant.

## Publications
- Poésies san-quintinoises (1828)
- Las Casas, poème en trois époques (1830)
- Wolfthurm, ou la Tour du loup, histoires tyroliennes (2 volumes, 1830)
- Le Crapaud, roman espagnol, 1823 (2 volumes, 1832) Texte en ligne 1 2
- Une séduction, roman intime (1833)
- Les Deux Lignes parallèles, ou Frère et sœur, roman intime (1833)
- Mœurs du Nord de la France. Ce que regrettent les femmes (2 volumes, 1834)
- Mœurs du Nord de la France. Histoire d'un suicide (2 volumes, 1835)
- Mœurs du Nord de la France. La Maison de l'ange, ou le Mal du siècle (2 volumes, 1835)
- Une fille naturelle, règne de Henri II, 1556-1557 (2 volumes, 1836)
- Mystères et fantaisies (1836)

## Sources biographiques
- Henri Martin, « Félix Davin » in Archives historiques et littéraires du Nord de la France et du Midi de la Belgique, nouvelle série, t. 1er, Valenciennes, 1837, p. 79-80
- Charles Daudville, « Félix Davin et ses ouvrages » in Mémoires de la Société des sciences, arts, belles-lettres et agriculture de la ville de Saint-Quentin, 1837,1838, 1839, Imprimerie Moureau, Saint Quentin, 1841, p. 253-315